# Entonnoir de Büchner

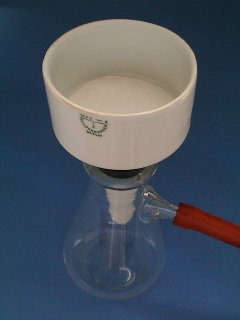
Un entonnoir Büchner

L'entonnoir de Büchner est un équipement de laboratoire utilisé pour la filtration sous vide. Il permet également le séchage partiel des solides.
Il est traditionnellement fait en porcelaine ou en verre fritté, mais de nos jours les entonnoirs en plastique sont également utilisés. La partie supérieure de l'entonnoir est constituée d'un cylindre avec un fond plat perforé menant à la partie inférieure (entonnoir classique).  Le matériel de filtration, souvent du papier filtre, est placé sur ce fond plat. Il peut déjà être incorporé à l'entonnoir. Le liquide à filtrer est versé dans le cylindre et est aspiré par un vide partiel créé dans une fiole à vide placée sous l'entonnoir. Il résulte le plus souvent d'une trompe à eau. Le filtrat est recueilli dans la fiole à vide et le solide demeure dans l'entonnoir. Cette méthode permet une filtration plus rapide et plus efficace que la simple filtration par gravité.
On croit souvent qu'il porte le nom du prix Nobel de chimie Eduard Buchner mais c'est en réalité du chimiste industriel Ernst Büchner, son inventeur, qu'il s'agit.